# Eleições legislativas de 2015 em Matosinhos

## Resultados Oficiais
| Partido                 | Partido                         | Votos   | %               | +/-   |
| ----------------------- | ------------------------------- | ------- | --------------- | ----- |
|                         | Partido Socialista              | 34 071  | 36,48 / 100,00  | 2,15  |
|                         | Portugal à Frente               | 30 653  | 32,82 / 100,00  | 11,43 |
|                         | Bloco de Esquerda               | 12 411  | 13,29 / 100,00  | 6,66  |
|                         | Coligação Democrática Unitária  | 6 811   | 7,29 / 100,00   | 0,28  |
|                         | Pessoas–Animais–Natureza        | 1 870   | 2,00 / 100,00   | 0,89  |
|                         | Partido Democrático Republicano | 957     | 1,02 / 100,00   | Novo  |
|                         | PCTP/MRPP                       | 942     | 1,01 / 100,00   | 0,07  |
|                         | Outros                          | 2 465   | 2,64 / 100,00   |       |
| Votos Inválidos         | Votos Inválidos                 | 3 220   | 3,44 / 100,00   | 0,47  |
| Total                   | Total                           | 93 400  | 100,00 / 100,00 |       |
| Eleitorado/Participação | Eleitorado/Participação         | 150 978 | 61,86 / 100,00  | 2,93  |
| Fonte                   | Fonte                           | [ 1 ]   | [ 1 ]           | [ 1 ] |

## Resultados por Freguesia
Os resultados seguintes referem-se aos partidos que obtiveram mais de 1,00% dos votos:
| Freguesia                               | %     | %     | %     | %    | %    | %    | %    | Votantes |
| Freguesia                               | PS    | PÀF   | BE    | CDU  | PAN  | PDR  | PCTP | Votantes |
| --------------------------------------- | ----- | ----- | ----- | ---- | ---- | ---- | ---- | -------- |
| Custóias, Leça do Balio e Guifões       | 38,60 | 29,12 | 14,02 | 8,09 | 2,07 | 1,07 | 1,24 | 22 969   |
| Matosinhos e Leça da Palmeira           | 35,72 | 36,30 | 12,04 | 6,37 | 1,96 | 0,85 | 0,80 | 27 159   |
| Perafita, Lavra e Santa Cruz do Bispo   | 37,65 | 32,51 | 12,89 | 6,20 | 1,89 | 1,21 | 1,13 | 15 262   |
| São Mamede de Infesta e Senhora da Hora | 34,84 | 32,64 | 14,12 | 8,13 | 2,06 | 1,06 | 0,96 | 28 010   |
| Matosinhos                              | 36,48 | 32,82 | 13,29 | 7,29 | 2,00 | 1,02 | 1,01 | 93 400   |

#### Custóias, Leça do Balio e Guifões
| Partido                 | Partido                         | Votos  | %               |
| ----------------------- | ------------------------------- | ------ | --------------- |
|                         | Partido Socialista              | 8 867  | 38,60 / 100,00  |
|                         | Portugal à Frente               | 6 689  | 29,12 / 100,00  |
|                         | Bloco de Esquerda               | 3 220  | 14,02 / 100,00  |
|                         | Coligação Democrática Unitária  | 1 859  | 8,09 / 100,00   |
|                         | Pessoas–Animais–Natureza        | 475    | 2,07 / 100,00   |
|                         | PCTP/MRPP                       | 284    | 1,24 / 100,00   |
|                         | Partido Democrático Republicano | 245    | 1,07 / 100,00   |
|                         | Outros                          | 543    | 2,37 / 100,00   |
| Votos Inválidos         | Votos Inválidos                 | 787    | 3,42 / 100,00   |
| Total                   | Total                           | 22 969 | 100,00 / 100,00 |
| Eleitorado/Participação | Eleitorado/Participação         | 37 226 | 61,70 / 100,00  |

#### Matosinhos e Leça da Palmeira
| Partido                 | Partido                        | Votos  | %               |
| ----------------------- | ------------------------------ | ------ | --------------- |
|                         | Portugal à Frente              | 9 860  | 36,30 / 100,00  |
|                         | Partido Socialista             | 9 700  | 35,72 / 100,00  |
|                         | Bloco de Esquerda              | 3 269  | 12,04 / 100,00  |
|                         | Coligação Democrática Unitária | 1 729  | 6,37 / 100,00   |
|                         | Pessoas–Animais–Natureza       | 531    | 1,96 / 100,00   |
|                         | Outros                         | 1 196  | 4,42 / 100,00   |
| Votos Inválidos         | Votos Inválidos                | 884    | 3,22 / 100,00   |
| Total                   | Total                          | 27 159 | 100,00 / 100,00 |
| Eleitorado/Participação | Eleitorado/Participação        | 43 633 | 62,24 / 100,00  |

#### Perafita, Lavra e Santa Cruz do Bispo
| Partido                 | Partido                         | Votos  | %               |
| ----------------------- | ------------------------------- | ------ | --------------- |
|                         | Partido Socialista              | 5 746  | 37,65 / 100,00  |
|                         | Portugal à Frente               | 4 962  | 32,51 / 100,00  |
|                         | Bloco de Esquerda               | 1 967  | 12,89 / 100,00  |
|                         | Coligação Democrática Unitária  | 946    | 6,20 / 100,00   |
|                         | Pessoas–Animais–Natureza        | 288    | 1,89 / 100,00   |
|                         | Partido Democrático Republicano | 185    | 1,21 / 100,00   |
|                         | PCTP/MRPP                       | 172    | 1,13 / 100,00   |
|                         | Outros                          | 430    | 2,81 / 100,00   |
| Votos Inválidos         | Votos Inválidos                 | 566    | 3,71 / 100,00   |
| Total                   | Total                           | 15 262 | 100,00 / 100,00 |
| Eleitorado/Participação | Eleitorado/Participação         | 25 481 | 59,90 / 100,00  |

#### São Mamede de Infesta e Senhora da Hora
| Partido                 | Partido                         | Votos  | %               |
| ----------------------- | ------------------------------- | ------ | --------------- |
|                         | Partido Socialista              | 9 758  | 34,84 / 100,00  |
|                         | Portugal à Frente               | 9 142  | 32,64 / 100,00  |
|                         | Bloco de Esquerda               | 3 955  | 14,12 / 100,00  |
|                         | Coligação Democrática Unitária  | 2 277  | 8,13 / 100,00   |
|                         | Pessoas–Animais–Natureza        | 576    | 2,06 / 100,00   |
|                         | Partido Democrático Republicano | 297    | 1,06 / 100,00   |
|                         | Outros                          | 1 012  | 3,61 / 100,00   |
| Votos Inválidos         | Votos Inválidos                 | 993    | 3,54 / 100,00   |
| Total                   | Total                           | 28 010 | 100,00 / 100,00 |
| Eleitorado/Participação | Eleitorado/Participação         | 44 638 | 62,75 / 100,00  |